# Нуйкин, Виталий Алексеевич
Вита́лий Алексе́евич Ну́йкин (1939—1998) — советский разведчик-нелегал, полковник КГБ СССР.

## Биография
Родился 5 апреля 1939 года в селе Моховское Парфеновского района Алтайского края в семье служащих.
В 1960 году окончил факультет международных отношений Московского государственного института международных отношений.
С 1960 года в особом резерве — Управлении «С» (нелегальная разведка) Первого главного управления (ПГУ, внешняя разведка) Комитета государственной безопасности (КГБ) при Совете Министров СССР — КГБ СССР — Службе внешней разведки Российской Федерации (СВР России). Английскому жаргонному языку Нуйкина индивидуально обучал легендарный разведчик Конон Молодый, а датскому — Олег Гордиевский.
За границей Нуйкин получил инженерное образование, стал авторитетным специалистом в области техники. В разных странах мира открыл несколько фирм, одна из которых рентабельно существует и доныне.
Вместе с женой Людмилой, также разведчицей-нелегалом, до 1986 года Виталий Нуйкин работал в более чем 18 странах мира. Согласно официальной справке СВР РФ, опубликованной в январе 2020 года, «разведчики-нелегалы трудились в государствах с жёстким административно-полицейским режимом в условиях, сопряженных с риском для жизни». По данным Русской службы Би-Би-Си, супруги Нуйкины выдавали себя за уроженцев франкоязычных стран, основная их деятельность происходила во Франции, а также в Африке и Юго-Восточной Азии.
Они специализировались, главным образом, на промышленной разведке. В частности, в 1960-е годы Нуйкины похитили на Западе технологию, позволяющую производить буры для бурения нефте- и газоносных скважин, благодаря которой резко повышался их запас прочности, и использование буров стало возможно в течение 3-4 суток, в то время как буры советского производства при бурении скважин выходили из строя через 3—4 часа эксплуатации. Овладение инновационной, по тем временам, технологией увеличения жизненного цикла буров позволило повысить производительность на советских нефте- и газоместорождениях в несколько раз. Это принесло Советскому Союзу прибыль, во много раз окупающую расходы на содержание за границей десятков нелегальных разведчиков.
Во Франции в 1970-е годы Нуйкины смогли зарегистрировать фирму и похитить военно-промышленные секреты для советского ракетно-космического комплекса. Супруги Нуйкины также вели сбор информации о военно-политической обстановке в Западной Европе.
Согласно официозу СВР, «Виталий Нуйкин организовал агентурный аппарат, через возможности которого на регулярной основе добывал особо ценную информацию по стратегическим аспектам политики ведущих стран Запада и научно-технической проблематике». «Несколько раз выносили <с работы> большие сумки с приборами. Первые компьютеры мы достали», вспоминала в 2020 году о переправленных в СССР «трофеях» супружеской пары разведчиков жена Виталия Людмила.
После разглашения в Великобритании беглым полковником ПГУ КГБ СССР Олегом Гордиевским информации о советских агентах, Виталий Нуйкин, чтобы избежать ареста, вынужден был несколько дней прятаться в порту в трюме советского судна, ошвартовавшегося у причала. Русская служба Би-Би-Си упоминала, что по пути в СССР Нуйкин едва не утонул при сильном шторме, однако корабль смог благополучно добраться в порт назначения. Его жена вернулась в СССР чуть раньше. После возвращения супруги Нуйкины продолжили работать в Центре. В отставке с 1993 года.
В 1997 году экс-разведчик перенёс инфаркт, врачи смогли продлить ему жизнь только на год. Виталий Нуйкин скоропостижно скончался в феврале 1998 года.

## Семья
У супругов Нуйкиных двое сыновей — Юрий и Андрей (Андре), двое внуков и две внучки. Юрий — полковник. Андрей (род. 5 декабря 1976) окончил Военный институт правительственной связи — по состоянию на 2020 год, начальник отдела обеспечения безопасности информационных систем глобальной горно-металлургической компании Evraz.
С одним из сыновей Нуйкиных учился в одно время в Краснознаменном Институте КГБ СССР им. Ю. В. Андропова сотрудник КГБ СССР и КНБ Республики Казахстан, дипломат Омиртай Битимов.

## Рассекречивание имени
До января 2020 года имя Виталия Нуйкина было засекречено. В 2018 году о работе мужа в нелегальной разведке и совместной с ним добыче зарубежных военных и технических разработок Людмила Нуйкина, не называя имени супруга, подробно и со множеством интересных деталей рассказала в интервью РИА Новости и ведущему телепрограммы канала Россия 1 Сергею Брилёву.
28 января 2020 года директор СВР России С. Е. Нарышкин на пресс-конференции в МИА «Россия сегодня» назвал имена российских разведчиков-нелегалов, внёсших своей работой весомый вклад в обеспечение безопасности страны и защиту её интересов. Среди названных был и Виталий Нуйкин. Данные о принадлежности супруги Нуйкина Людмилы Ивановны к нелегальной разведке были официально оглашены СВР в сентябре 2017 года.

## Награды и звания
- орден Октябрьской Революции;
- 2 ордена Красного Знамени (в том числе — 06.06.1984);
- Медали СССР и Российской Федерации;
- Нагрудный знак «За службу в разведке».